# 김여물
김여물(金汝岉, 1548년~1592년 4월 17일)은 조선 중기의 문신으로 본관은 순천이다. 자는 사수, 호는 외암, 피구자이다. 1577년 알성문과에 장원으로 급제, 담양부사, 의주목사, 도순변사 신립의 종사관 등을 역임했다. 임진왜란 중 충주 탄금대 전투에서 패한 후 강에 투신했다. 일설에는 적진을 향해 돌진, 교전하다가 죽었다는 설도 있다. 사후 증 의정부 영의정에 추증되고 순창부원군에 추봉되었다. 일설에는 승평부원군이라는 설도 있다. 정조 때 장의(壯毅)의 시호를 받았다. 한성 출신

## 생애
한성부 출신이다. 1577년(선조 10)에 알성 문과에 장원으로 급제하였으나 높은 벼슬에는 등용되지 못하였다. 1583년 선조가 왕명으로 비변사 당상들에게 인재를 추천할 때 박순, 이준민 등에게 문무의 재능이 있다며 추천받았다. 이후 충주도사(忠州都事), 담양부사를 거쳐, 1591년에는 의주목사로 있었으나, 서인 정철(鄭澈)의 당으로 몰려 파직, 의금부에 투옥되었다.
1592년(선조 25) 4월 임진왜란이 터지자 도순변사 신립의 종사관으로 출정하였다. 충청북도 충주로 올라오는 왜군을 맞아 충주의 달천(㺚川)에서 배수의 진을 치고 신립을 따라 탄금대(彈琴臺) 아래에서 용전분투했으나 왜적을 당하지 못해 그해 4월 17일 강에 투신, 순국하였다. 패배가 확정되자 신립은 그대는 살기를 원하느냐고 묻자 그는 내 어찌 죽음을 아끼리오 라고 화답했다 한다. 일본 측의 기록에 의하면 그는 내가 김여물이다 라고 소리친 뒤 적진을 향해 돌진, 교전하다가 전사했다 한다. 
그는 가족을 피신시킨 뒤, 가족에게 왕의 행렬을 따라 피난갈 것이며 벗어나지 말라는 유언을 편지로 남겨 아들 김류에게 전하였다. 시신을 거두지 못해 그의 의관을 거두어 1593년 경기도 안산군 잉화면 동장리(후일의 경기도 안산시 단원구 와동)에 허장(虛葬)으로 장례를 치뤘다. 1593년 5월 부인 함양박씨가 강화도에서 죽자 후일 남편 묘 옆에 부장하였다. 

### 사후
뒤에 아들 김류가 인조 반정 정사원훈의 공로로 그가 증 의정부 영의정으로 추증되었으며, 순창부원군에 추봉되었다. 일설에는 승평부원군이라는 설도 있다. 한때 광해군 초에 충절로 정려(旌閭)를 받고 삼강행실도에 수록되었다. 이 일로 인조반정 후 광해군 때에 정려를 받았으니 정표가 잘못되었다는 의심을 받고 취소되었다가, 1639년(인조 16) 그의 아들 김류의 청에 의해 다시 정려가 내려졌다. 1788년(정조 12) 장의(壯毅)라는 시호를 받았다.
그의 묘소는 경기도 안산시 단원구 와동 141번지에 있으며, 증 정경부인 함양박씨와 합장묘이다. 묘소 앞에는 옛 비석과 새로운 비석 2기 및 상석, 혼유석이 있고, 묘 좌우에는 동자석, 문인석, 망주석이 1쌍씩 배치되어 있다. 신도비문은 청음 김상헌이 짓고 도승지 김좌명이 글씨를 썼으며, 이정영이 비문을 새겼다. 1991년 김여물의 묘와 신도비는 안산시 향토유적 제4호로 지정되었다.

## 가족 관계
- 증조부: 김약균(金若鈞), 선공감정
  - 조부: 김수렴(金粹濂), 정주목사
    - 아버지: 김훈(金壎), 찰방
    - 어머니: 신천 강씨(信川康氏), 부사 강의(康顗)의 딸
      - 부인: 함양 박씨(咸陽朴氏), 박수강(朴壽岡)의 딸
        - 아들: 김류(金瑬, 1571년 ~ 1648년 3월 5일), 영의정
        - 자부: 진주 류씨(晉州柳氏), 류근(柳根, 1549년 ∼ 1627년)의 딸
          - 손자: 김경징(金慶徵, 1589년 ~ 1637년), 김진표(金震標)의 아버지
          - 손부: 고령 박씨(高靈朴氏), 박효성(朴孝誠)의 딸

## 같이 보기
- 충주 탄금대 전투
- 신립